# قسمة (مارفل)
قسمة (تُعرف أيضاً باسم بَرَغون وهير وعائشة) هي شخصية خيالية تظهر في الكتب المصورة الأمريكية التي نشرتها مارفل كومكس. إنها موجودة في العالم المشترك الرئيسي لمارفل، والمعروف باسم عالم مارفل.
ظهرت عائشة في فيلم حراس المجرة 2، والممثلة إليزابيث ديبيكي هي من لعبت دور عائشة.

## روابط خارجية
- Kismet على قاعدة بيانات الكتب المصورة
- Kismet at the Marvel Universe